# Musicraft Records

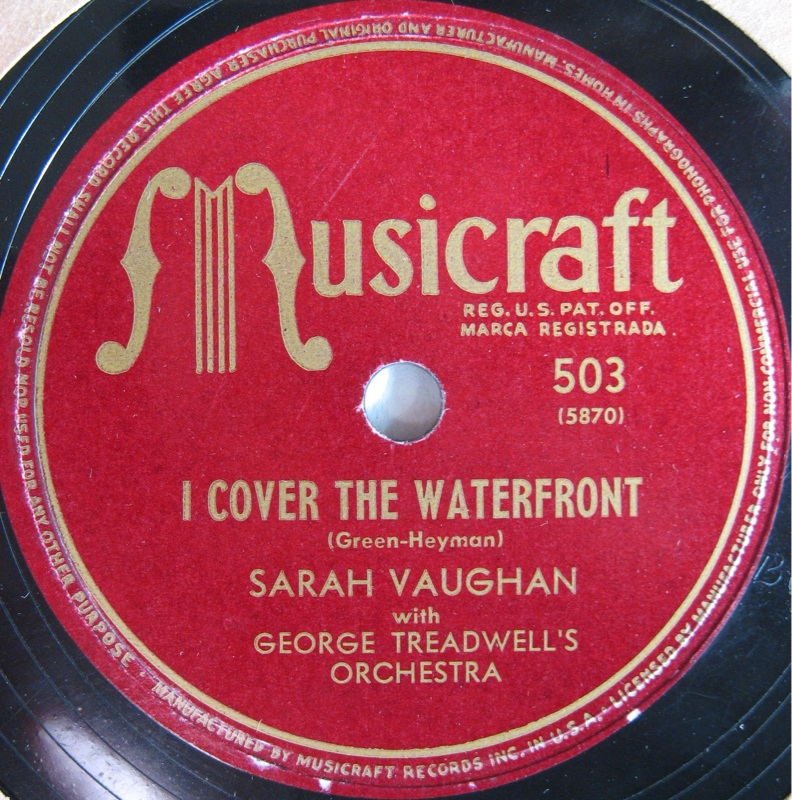
78 toerenplaat op Musicraft Records: 'I cover the waterfront', door Sarah Vaughan

Musicraft Records was een Amerikaans platenlabel voor klassiek, jazz en blues. Het label was actief in de jaren dertig en veertig.
Musicraft Records was gevestigd in Manhattan, New York en bracht platen in allerlei genres uit, naast de genoemde genres ook folk, calypso en populair vocaal. Artiesten die op het label uitkwamen waren onder meer Mel Tormé, Duke Ellington, Sarah Vaughan, Leadbelly, Teddy Wilson, Dizzy Gillespie, George Auld, Artie Shaw en Buddy Greco.
Om in te haken op de snel groeiende platenmarkt, werden vanaf 1940 voor een budget-prijs ook klassieke platen door anonyme muzikanten  uitgebracht (in de serie 'Masterpiece'), die ook in ongebruikelijke zaken werden verkocht, zoals drogisten, juweliers, meubelzaken. 
Orkestleider Walter Gross was eind jaren veertig A & R-manager en arrangeur voor het label.
Nadat Musicraft ermee was gestopt, werd de catalogus overgenomen door jazz-kenner Albert Marx, die veel platen opnieuw op zijn Discovery Records heeft uitgebracht.